# Kanopolis (Kansas)
Kanopolis – miasto położone w Stana Zjednoczonych, w stanie Kansas, w Hrabstwie Ellsworth. Zostało wybudowane w miejscu starego fortu Fort Harker, które było miejscem stacjonowania kawalerii i piechoty Armii Amerykańskiej biorącej udział w wojnie z Indianami w latach 1867/72.